# Speleomaster lexi
Espèce
Speleomaster lexi est une espèce d'opilions laniatores de la famille des Cryptomastridae.

## Distribution
Cette espèce est endémique d'Idaho aux États-Unis. Elle se rencontre dans le comté de Lincoln dans un tunnel de lave et la grotte Gwendolyn Cave.

## Description
Le mâle holotype mesure 2,86 mm.

## Systématique et taxinomie
Cette espèce a été décrite par Briggs en 1974.

## Étymologie
Cette espèce est nommée en l'honneur de Scott Lex.

## Publication originale
- Briggs, 1974 : « Troglobitic harvestmen recently discovered in North American Lava tubes (Travuniidae, Erebomastridae, Triaenonychidae: Opiliones). » The Journal of Arachnology, vol. 1, no 3, p. 205–214 (texte intégral).